# Борисов Володимир Іванович
Володимир Іванович Борисов (рос. Владимир Иванович Борисов) — бібліограф, літературний критик, перекладач, фахівець з інформатики. Відомий дослідженням творчості братів Стругацьких.

## Біографія
Народився 25 листопада 1951 року в селі Бея Хакаської автономної області Красноярського краю. Закінчив Томський інститут АСУ та радіоелектроніки в 1973 році за спеціальністю «Автоматизація та механізація процесів обробки і видачі інформації». Працював в Пермському НДІ керуючих машин і систем, Алтайському НДІ хімічної технології, Абаканському технологічному відділі ВГПТІ, на заводі «Абаканвагонмаш».
Організатор декількох клубів любителів фантастики в Абакані: «Гонгурі», «Центавр», «Масаракш». Є віце-координатором групи «Людени», що займається дослідженням творчості братів Стругацьких. Редактор-видавець ньюслеттер «Понеділок», «Громозека», «Тарантога», «Tolkien News» і фензіна «Проксіма». Один з авторів першої вітчизняної «Енциклопедії фантастики» (1994) і укладач відомої двотомної енциклопедії «Світи братів Стругацьких» (1999).
Автор понад 500 статей з фантастики, декількох перекладів з польської, англійської, іспанської, болгарської, німецької, чеської.
Розробник інформаційно-пошукової системи «Фантастика»; організатор і модератор ряду тематичних мережевих конференцій в ФІДО.
Редактор офіційного сайту братів Стругацьких, ведучий розділів «Календар» і «Поточна бібліографія» на сайті «Російська фантастика»; один з авторів «Екстелопедії фентезі і наукової фантастики» 
Лауреат премії ім. І. Єфремова (2001) - за внесок в розвиток і пропаганду фантастики.
У колах любителів фантастики відомий під абревіатурою «БВІ» (перші букви імені прізвища та по батькові і натяк на «Великий всепланетний інформаторій» - прообраз мережі інтернет в творчості Стругацьких).
Володимир Борисов входить до редакційної ради журналу «Шалтай-Болтай». 